# نماد شرکت
در بازار تالار معاملات بورس ، به هر شرکت یک نماد (به انگلیسی: Stock symbol) زمره سهام‌داران نیز به کار می‌روند. این نمادها طوری انتخاب می‌شوند که نام اصلی شرکت را تداعی کنند.
به عبارعباست دیگر نماد یک شرکت عبارت است از حرف اول که نشان دهنده صنعتی است که آن شرکت در آن قرار دارد و خلاصه‌ای از نام شرکت در ادامه.عباس

## حرف اول هر نماد
حرف اول هر نماد نشان‌دهنده گروهی است که شرکت در آن فعالیت دارد. در زیر توضیحاتی همراه با مثال دربارهٔ این طبقه‌بندی و حروف اختصاری آمده‌است:

### گروه بانک‌ها - حرف «و»
گروه بانک‌ها، موسسات اعتباری و سایر نهادهای پولی (شرکت‌های که خدمات متنوع بانکی، افتتاح حساب جاری ارائه می‌دهند) در این گروه قرار می‌گیرند و حرف اختصاری این گروه «و» است. برخی از این شرکت‌ها عبارتند از:
- وسینا (بانک سینا)
- وکار (بانک کارآفرین)
- وبصادر (بانک صادرات ایران)
- ونوین (بانک اقتصاد نوین)
- وپارس (بانک پارسیان)

### گروه شرکت‌های سیمانی، آهک و گچ - حروف «س» و «ک»
گروه شرکت‌های سیمانی، آهک و گچ: حرف اختصاری این گروه بسته به اینکه زمینه فعالیت آنها سیمان باشد یا تولید گچ متفاوت خواهد بود. آن دسته از شرکت‌ها که زمینه فعالیت آنها تولید سیمان است، حرف اختصاری آنها «س» است برخی از سرشناس‌ترین این شرکت‌ها عبارتند از:
- سلار (شرکت سیمان لارستان)
- ستران (شرکت سیمان تهران)
- سفارس (سیمان فارس و خوزستان)
- سشرق (سیمان شرق)
- سخاش (سیمان خاش)

دسته دیگر که در زمینه تولید انواع گچ فعالیت می‌کنند، حرف اختصاری آنها «ک» است. مانند:
- کایگچ (ایران گچ)
- کگچت (گچ تهران).

### گروه فلزات اساسی - حرف «ف»
حرف اختصاری این گروه «ف» است. به استثنای دو شرکت گروه صنعتی سدید و سرمایه‌گذاری توکا فولاد که این دو شرکت که در تقسیم‌بندی جدید از گروه واسطه گری مالی (در تقسیم‌بندی جدید این گروه وجود ندارد) به فلزات اساسی انتقال پیدا کرده‌اند، حرف اختصاری آنها «و» است. مانند:
- فاراک (ماشین‌سازی اراک)
- فوکا (فولاد کاویان)
- فسرب (ملی سرب و روی)
- فملی (شرکت ملی صنایع مس ایران)
- وتوکا (سرمایه‌گذاری توکا فولاد) *
- وسدید (سرمایه‌گذاری گروه صنعتی سدید) *

زمینه فعالیت دو شرکتی که در بالا با نشان "*" به‌عنوان استثناء علامت زده شده‌اند به ترتیب وتوکا (شرکت سرمایه‌گذاری توکا فولاد) تولید فولاد، ماشین آلات و تجهیزات است و وسدید (سرمایه‌گذاری گروه صنعتی سدید) که در زمینه طراحی، مهندسی، ساخت تجهیزات و ماشین‌آلات، لوله‌های فولادی درز جوش مستقیم و اسپیرال، پیمانکار پروژه‌های نفت و گاز و پتروشیمی و شبکه‌های آب و فاضلاب و ساخت نیروگاه‌های بادی فعالیت می‌کند.

### گروه شرکت‌های قند و شکر - حرف «ق»
حرف اختصاری این گروه «ق» است. مانند:
- قپارس (قند پارس)
- قزوین (کارخانجات قند قزوین)

### گروه شرکت‌های دارویی - حرف «د»
حرف اختصاری این گروه «د» است. مانند:
- دلقما (شرکت دارویی و بهداشتی لقمان)
- دجابر (شرکت داروسازی جابر ابن حیان)
- دسبحا (گروه دارویی سبحان)
- دعبید (لابراتوار داروسازی دکتر عبیدی)
- شرکت هلدینگ داروپخش با نماد «وپخش» و هلدینگ البرز با نماد آن «والبر» از این قضیه مستثنی هستند.

### گروه شرکتهای مخابراتی و رادیویی - حرف «ا»
گروه شرکتهای مخابراتی و رادیویی برای نمونه، اخابر نماد شرکت مخابرات ایران است که در زمینه ارتباطات فعالیت می‌کند.

### گروه شرکتهای صنایع شیمیایی - حرف «ش»
در ابتدای نمادهای معاملاتی گروه فرآورده‌های نفتی، کک و سوخت هسته‌ای حرف «ش» دیده می‌شود. به عنوان مثال:
- شتران (پالایش نفت تهران)
- شبندر (پالایش نفت بندرعباس)
- شجی (شرکت پالایش نفت جی)
- شسپا (شرکت نفت سپاهان)